# Kurt Maiwald
Kurt Maiwald (* 23. September 1899 in Halbendorf, Kr. Striegau (Schlesien); † 13. Februar 1960 in Stuttgart) war ein deutscher Agrikulturchemiker.

## Leben und Wirken
Maiwald, Sohn eines Lehrers, studierte seit 1920 Naturwissenschaften und Landwirtschaft an der Universität Breslau und promovierte dort 1923 mit einer Dissertation über die Wirkung hoher Nährstoffgaben auf den Assimilationsapparat der Kartoffelpflanze. Im Herbst 1925 ging er für ein Jahr an die Cornell University (Ithaca, USA). Auf einer längeren Rundreise studierte er 1926 die Organisationsstruktur des wissenschaftlichen Landbaus in den USA. 1928 habilitierte er sich an der Universität Breslau mit der Arbeit Untersuchungen zur Bestimmung und Deutung des Pufferungsvermögen karbonatarmer Böden.
Nach vierjähriger Tätigkeit als Privatdozent für Agrikulturchemie an der Universität Breslau folgte Maiwald 1932 einem Ruf an die Landwirtschaftliche Hochschule Hohenheim, wo er als Nachfolger von Margarete von Wrangell ordentlicher Professor und Direktor des Instituts für Pflanzenernährung wurde. Bevorzugt beschäftigte er sich mit Problemen der Mineraldüngung, der Stallmist- und Humuswirtschaft und der Bodenuntersuchung. In seinen Veröffentlichungen bemühte er sich stets um eine korrekte Terminologie der landwirtschaftlichen Fachtermini. Nach dem Zweiten Weltkrieg war Maiwald zeitweise als Gastprofessor und Berater der ägyptischen Regierung in Kairo tätig. Von 1952 bis 1954 bekleidete er das Amt des Rektors der Landwirtschaftlichen Hochschule Hohenheim.

## Schriften (Auswahl)
- Agrikulturchemische Übungen. Teil 1: Methodik der Analyse (mit Ernst Unger); Dresden: Verlag Theodor Steinkopff, 1926.
- Agrikulturchemie und landwirtschaftliches Versuchswesen in den Vereinigten Staaten von Nordamerika; in: Fortschritte der Landwirtschaft 2 (1927), S. 90–93.
- Was sind Handelsdünger und was leisten sie im Landbau?; in: Der Forschungsdienst 12 (1941), S. 553–576.
- Bodenbiologie und Pflanzenernährungslehre vor neuen Aufgaben; in: Reden und Abhandlungen der Landwirtschaftlichen Hochschule Hohenheim Nr. 5, 1954, S. 3–15.
- Die Ernährung der Nutzpflanzen; in: Studium Generale 11 (1958), S. 515–523.